# سان-سير-سور-مينتو
سان-سير-سور-مينتو (بالفرنسية: Saint-Cyr-sur-Menthon)‏ هي بلدية فرنسية تقع في إقليم الآن في فرنسا. رمز إنسي لها هو:1343. أما الرمز البريدي لها فهو: 1380.